# دالما کواچ
دلما (تلفظ رومانیایی: [ˈdalma]) (متولد Dalma Kovács؛ ۱۸ مه ۱۹۸۵ در براشوو) یک خواننده پاپ / جاز رومانیایی و بازیگر تلویزیونی گاه به گاه مجارستانی تبار است.
دالما از آنجایی که در کشورش محبوب است، پیشنهادی از والت دیزنی پیکچرز دریافت کرد و صدای خوانندگی السا را در نسخه دوبله رومانیایی فروزن اجرا کرد.
دالما کواچ از پدر و مادری مجارستانی به دنیا آمد و همراه با برادرش، گیوزو، در براشوف بزرگ شد. در سنین پایین، دالما به طیف وسیعی از سبک‌های موسیقی علاقه پیدا کرد.